# Иван Илић (фудбалер)
Иван Илић (Ниш, 17. март 2001) је српски фудбалер. Игра на средини терена, а тренутно наступа за Торино. Његов старији брат Лука је такође фудбалер.

## Клупска каријера
Као рођени Нишлија, Илић почиње да тренира фудбал у локалној академији Филип Филиповић заједно са старијим братом Луком. У почетку је наступао као леви бек, али су га тренери, увидевши да се на тој позицији боље сналази, померили у везни ред. Браћу Илић пут касније води у још један локални клуб, Реал, где су заједно наступали шест година. Иван у клубу остаје још две године, а затим лета 2016. године прелази у Црвену звезду. Убрзо након тога, 27. јуна исте године, Иван потписује свој први професионални уговор са клубом. Забележивши свој први наступ у Суперлиги Србије 1. априла 2017. године, Иван Илић постаје најмлађи дебитант у историји клуба, срушивши тако рекорд Милка Ђуровског након 38 година.
У јулу 2017. године Иван и његов брат Лука потписали су уговор са Манчестер Ситијем. Према пропозицијама Међународне федерације фудбалских асоцијација, међународни трансфери су дозвољени само за играче старије од 18 година, сем у посебним случајевима, за које су прописани одређени услови. Иван Илић је на тај начин члан Црвене звезде формално остао до свог пунолетства, а договором свих заинтересованих страна, за пролећни део сезоне 2018/19. у Суперлиги Србије, прослеђен је Земуну.
Почетком августа 2019, Манчестер Сити је проследио Илића на једногодишњу позајмицу у холандског друголигаша НАК Бреду. Након сезоне у Бреди, Илић је у септембру 2020. поново позајмљен, овога пута италијанској Верони. У августу 2021, Верона је откупила Илића од Манчестер Ситија. Крајем јануара 2023. прешао је из Вероне у Торино.

## Репрезентација
Након наступа за млађу кадетску селекцију 2016. године, Илић постаје члан репрезентације Србије до 17 година нешто касније исте године. Након елитне рунде квалификација, Илић се са тимом пласирао на првенство Европе 2017. године.
За сениорску репрезентацију Србије је дебитовао 7. јуна 2021. на пријатељској утакмици са Јамајком. Био је у саставу репрезентације на Светском првенству 2022. у Катару.